# NGC 472

NGC 472

NGC 472 هي مجرة تتبع كوكبة الحوت. اكتشفها هاينريش لويس دريست في 29 أغسطس 1862.

## روابط خارجية
- NGC 472 على موقع ويكي سكاي: DSS2, SDSS, GALEX, IRAS, Hydrogen α, X-Ray, Astrophoto, Sky Map, Articles and images